# Neoblattella puerilis
Neoblattella puerilis är en kackerlacksart som först beskrevs av Rehn, J. A. G. 1915.  Neoblattella puerilis ingår i släktet Neoblattella och familjen småkackerlackor. Inga underarter finns listade i Catalogue of Life.